# Regulamin pracy

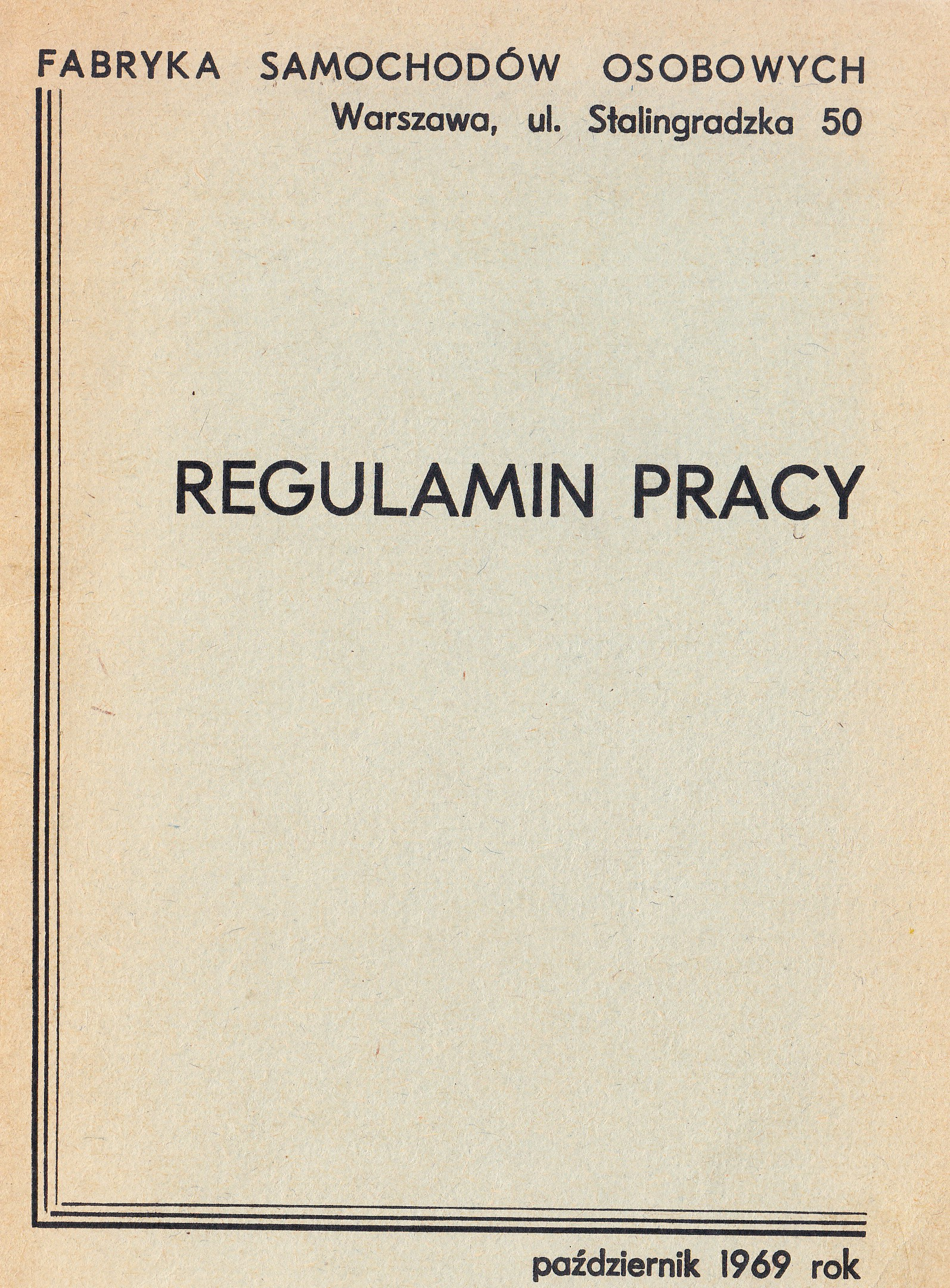
Regulamin pracy Fabryki Samochodów Osobowych w Warszawie (1969)

Regulamin pracy – akt normatywny ustalający wewnętrzny porządek, organizację w zakładzie pracy oraz określający prawa i obowiązki zarówno pracownika jak i pracodawcy związane z procesem pracy. 

## Opis
Regulując powyższe prawa i obowiązki regulamin pracy jest źródłem prawa pracy o charakterze normatywnym, który obowiązuje u danego pracodawcy. Regulamin pracy, w myśl Kodeksu pracy, w swojej treści nie może jednak zawierać postanowień mniej korzystnych dla pracowników niż przepisy Kodeksu pracy czy innych ustaw i aktów wykonawczych. Nie oznacza to jednak że postanowienia regulaminu pracy muszą być bardziej korzystne dla pracowników niż przepisy kodeksu pracy czy innych ustaw i aktów wykonawczych. 
Celem regulaminu pracy nie jest wprowadzanie nowych czy też nieprzewidzianych przepisami Kodeksu pracy praw i obowiązków pracodawcy i pracownika. Głównym celem regulaminu pracy jest szczegółowe sprecyzowanie praw i obowiązków pracodawcy i pracownika zgodnie z potrzebami danego zakładu pracy, dopasowując treść postanowień do charakteru prowadzonej działalności, do sposobu prowadzenia działalności  charakterystycznych dla danego pracodawcy i rodzaju działalności.
Regulamin pracy powinien być wydany u tych pracodawców, którzy zatrudniają co najmniej pięćdziesięciu pracowników, a sprawy należące do przedmiotu regulaminu nie zostały uregulowane w układzie zbiorowym w wystarczający sposób. Ustawodawca nie określił rodzaju działalności prowadzonej przez pracodawcę ani podstawy nawiązania stosunku pracy, jak również rodzaju pracy wykonywanej przez pracownika. Ustawodawca nie wprowadził również informacji czy chodzi o stałe czy o zwykłe zatrudnianie co najmniej pięćdziesięciu pracowników. Można zatem wywnioskować, iż w każdym przypadku kiedy pracodawca zatrudni pięćdziesiątego pracownika, obowiązany jest wydać regulamin 